# 克拉里昂鋸鱗魚
克拉里昂鋸鱗魚為輻鰭魚綱金眼鯛目金鱗魚亞目金鱗魚科的其中一種，被IUCN列為次級保育類動物，分布於東太平洋的雷維拉吉哥多島與克利珀頓島海域，體長可達18.3公分，棲息在礁石區。

## 擴展閱讀
維基物種上的相關：克拉里昂鋸鱗魚